# 忍者蛙
《忍者蛙》是一款由Rare公司制作、Tradewest发行的动作游戏。本游戏是忍者蛙系列的第一作。本游戏于1991年6月1日在北美地区NES发行，于同年12月20日在日本地区FC游戏机发行。游戏后移植至其他多个平台，包括Mega Drive、Amiga、Game Boy和Game Gear。在游戏中，两个星际变种战士忍者蛙Rash和Zitz前往黑暗女王的星球，去完成营救被拐走的Pimple和Angelica公主并击败黑暗女王的任务。
本游戏是根据忍者神龟的火热而推出。游戏为横向卷轴，内容为忍者蛙的竞速、攀爬和格斗。
本游戏收到多个正面评价。GameRankings给与Mega Drive版本73%的分数。
忍者蛙的游戏难度被认为极度困难。